# Münzmagazin

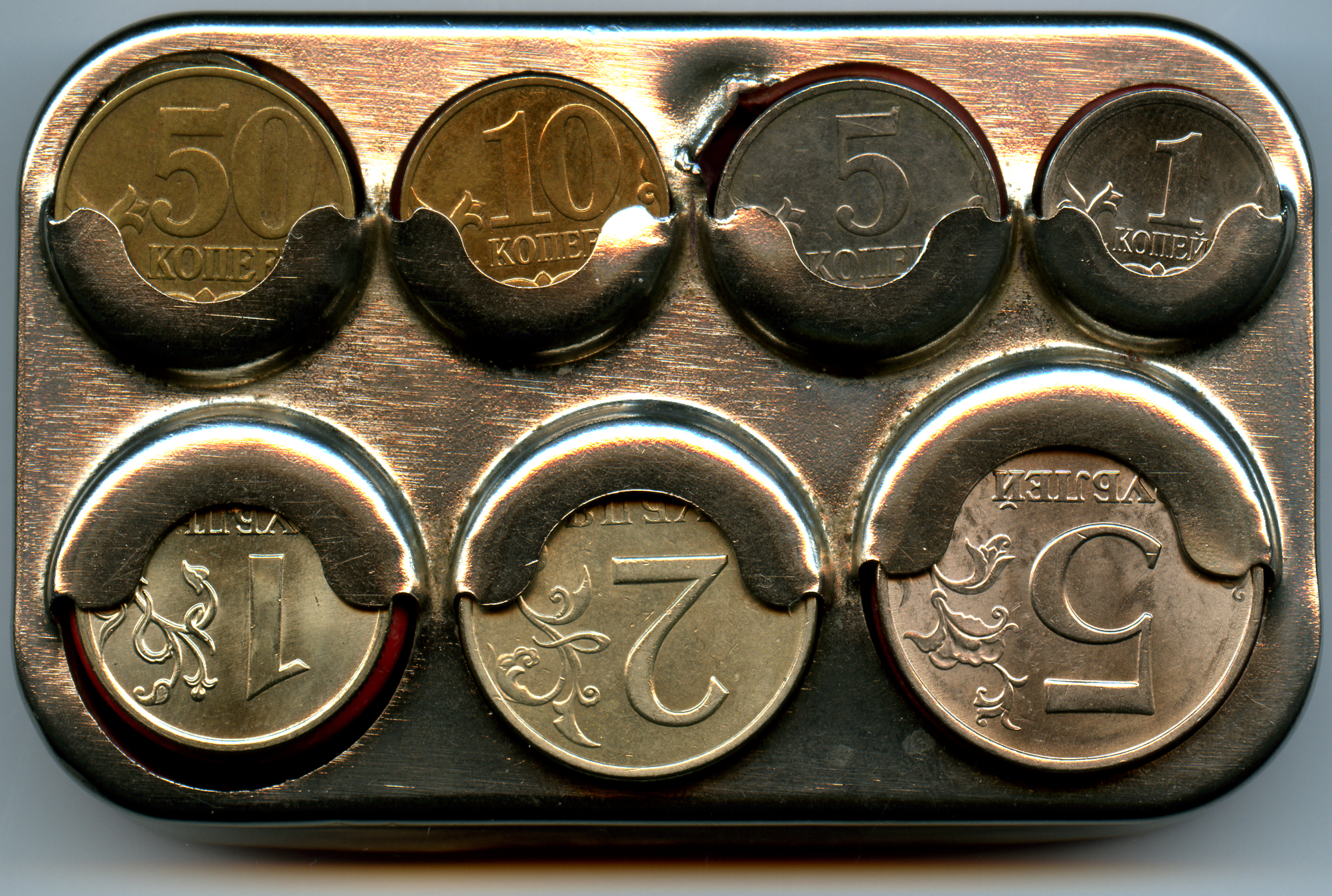
Einfachstes Magazin, bestückt mit russischen Münzen

Ein Münzmagazin ist eine Vorrichtung (ein Magazin) zum sortierten Bereithalten, Herausgeben und Zählen von Münzen.

## Beschaffenheit

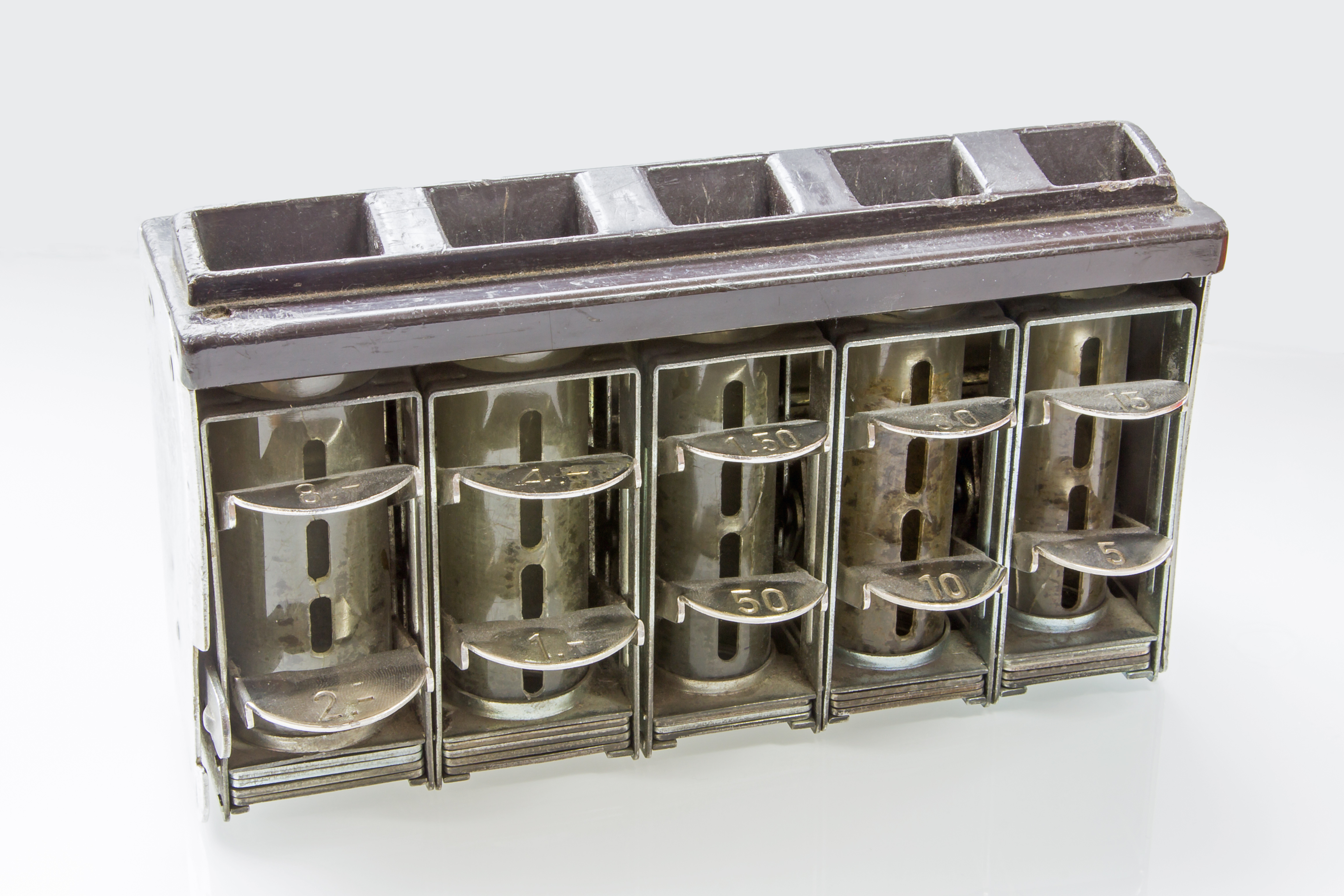
Münzzähler aus einem Kassensystem für Omnibusse

Ein Münzmagazin gibt es in verschiedenen Ausführungsformen. Es kann für unmittelbar händische Bedienung ausgestaltet sein, um am Gürtel getragen werden zu können. Es kann auch in Kassiertresen in Bussen eingebaut sein.
Allen gemein ist die Tatsache, dass Münzen der Größe und dem Wert nach sortiert in einer Zylindrischen Einheit landen, die diese Münze vorhält.

## Varianten

### Galoppwechsler

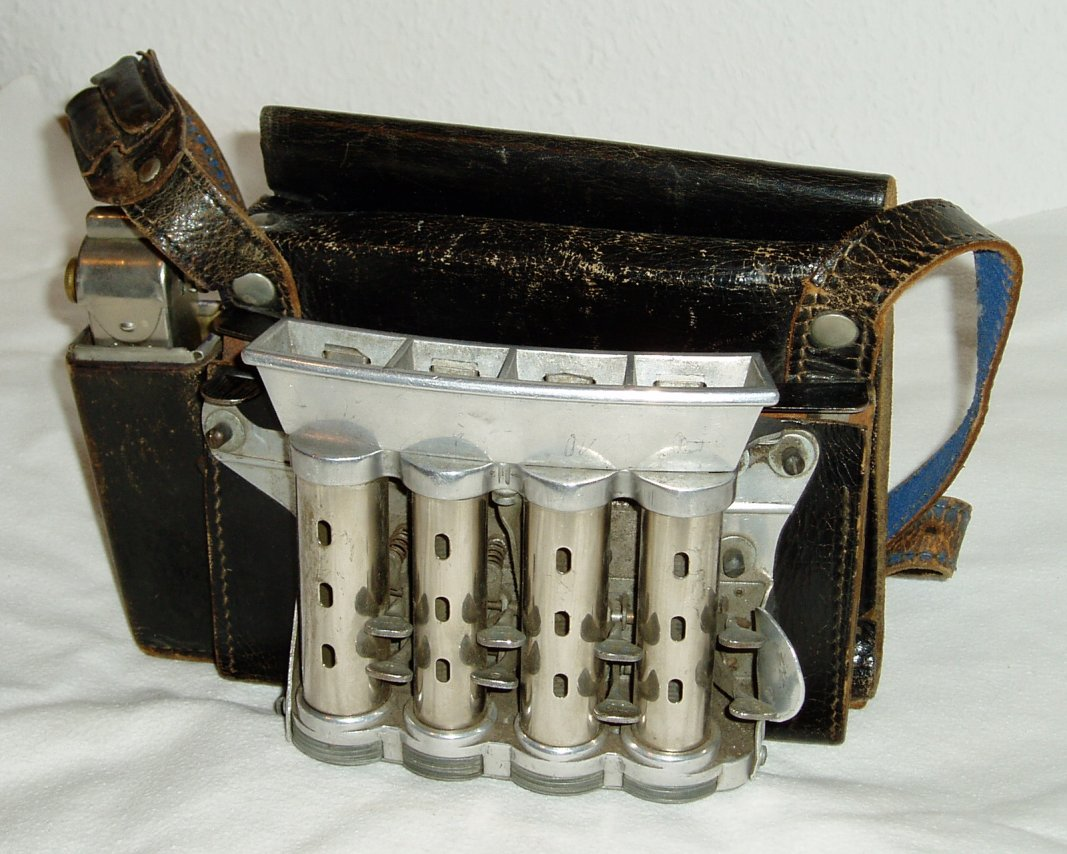
Galoppwechsler

Frühere Entwicklungen sind Münzmagazine aus Blech, die auf Hebelzug Münzen spenden, ebenfalls von oben händisch gefüllt werden und vor allem in Omnibus und Straßenbahn genutzt wurden.
Meist sind je Münzsorte zwei Hebel betätigbar: der eine liefert eine Münze, der andere zwei gleiche Münzen.
Ist so ein Magazin in eine kleine – oben an der Hüfte getragene – Schaffner-Umhängetasche eingebaut, so liefert es die Münzen in die Handmulde, während der Daumen die Hebel nach unten drückt.
Sind solche Magazine dagegen in fahrzeugmontierten Kartenverkaufsmaschinen neben dem Fahrerplatz oder in einem Schaffnerschalter eingebaut, so sind sie meist mit einer flachen Münzmulde oben kombiniert, wo Münzen zur Bezahlung hingelegt, von den Fingern des Kassierers gezählt und dabei sortiert in Einwurfrutschen geschoben werden. Die herausgegebenen Münzen rollen in einer seitlichen, schmalen, gekurvten Rinne in eine kleine runde Entnahmeschale, die gut mit dem 4-Finger-Griff einer Hand vom Fahrgast geleert werden kann.
In beiden Fällen ist rasche und zuverlässige Bedienbarkeit mit der Hand das Ziel. Das typische Bediengeräusch – „klack-klack“ – und die Haptik unterstützen die Nutzer beim Zählen.

### Wechselautomat
Verkaufsautomaten (die Wechselgeld herausgeben) und Wechselautomaten weisen im Inneren Münzmagazine für automatisiertes Herausgeben auf. Diese werden mechanisch vom Automaten betätigt, ohne dass der Nutzer Sicht darauf hat. Die Fallenergie der Münzen wird im Münzprüfer genutzt. Die Wechselgeldauslösung erfolgt elektromechanisch oder früher vor allem nur durch die Handmechanik der Automatenbedienung: tiefes Drücken eines Knopfes, Betätigen eines Hebels, Ziehen einer Lade oder Ähnliches.